# アントニー・リンボンベ
アントニー・リンボンベ（Anthony Limbombe，1994年7月15日 - ）は、ベルギー・メヘレン出身のサッカー選手。ポジションはフォワード。アルメレ・シティFC所属。

## 経歴

### クラブ
2005年、ジュピラー・プロ・リーグのKRCヘンクに入団。2010年9月18日のスポルティング・ロケレン戦でプロデビュー。
2013-14シーズンはリールセSKに期限付き移籍をした。
2014年8月30日、エールステ・ディヴィジのNECナイメヘンと3年契約を結んだ。NECでは14ゴールを挙げ、そのシーズンにNECはエールディヴィジに昇格した。2015年8月12日、SBVエクセルシオールとの開幕戦に出場しエールディヴィジデビュー。その直後にリーズ・ユナイテッドAFCから150万ポンドでのオファーがあったもののこれを拒否している。
2016年7月23日、クラブ・ブルージュと4年契約を結んだ。移籍金は200万ポンド。3年ぶりのベルギー復帰となった。
2018年8月23日、アンソニー・リンボンベはフランスのナントと5年契約を結び、移籍金は約700万ユーロとなりました。 2019年6月26日、リンボンベはベルギーのスタンダール・リエージュに1年間のローンで移籍しました。 2019年12月、リンボンベのローン契約が短縮され、2020年1月にナントに戻ることが発表されました。 リンボンベは2020-21シーズンと2021-22シーズンのナントで試合には出場しませんでした。2022年4月4日、契約は双方合意の上で終了しました。
2022年6月26日、リンボンベはエールステ・ディヴィジのアルメレ・シティと2年契約を結びました。
2023年9月6日、リンボンベはベヴェレンに2年間契約で移籍しました。

### 代表
2018年3月27日、サウジアラビア代表との親善試合で後半開始から投入され、A代表初出場。

## 私生活
兄のスタローン・リンボンベ、弟のブライアン・リンボンベもサッカー選手。